# Podrobnosti
Podrobnosti (Russisch: подробности, buchstäblich „Details“) oder podrobnosti.ua ist ein ukrainisches News-Portal in russischer Sprache, eines der führenden Internet-Nachrichtenprojekte in der Ukraine. Stand Anfang 2007 verzeichnete die Seite angeblich mehr als 30.000 Aufrufe pro Tag.
Es ist mit dem privaten Fernsehkanal Inter verbunden, dessen Nachrichten und Recherchen es nutzt und republiziert.